# Die Königin der Revue
Die Königin der Revue ist ein französisches Filmdrama von Joë Francys aus dem Jahr 1927. Der Stummfilm der Produktionsfirma Les Films Alex Nalpas entstand nach einem Drehbuch von Clément Vautel. Im Rahmen einer Spielhandlung ist darin u. a. Josephine Baker als Tänzerin zusammen mit anderen Stars der Varietébühne zu sehen.

## Handlung
Die kleine Näherin Gabrielle lebt in dürftigen Verhältnissen: die Mutter ist übellaunig, der Vater trinkt. Als sie auch noch ihre Stellung in einer Kleiderfabrik verliert, hat sie genug und möchte sich nun endlich ihren langgehegten Lebenstraum verwirklichen: Tänzerin in einer großen Varietéshow zu werden. Erst will sie an einem Wettbewerb teilnehmen, in welchem die Frau mit den kleinsten Füßen Frankreichs gesucht wird, doch sie verpasst den gesetzten Termin. Zum Trost kauft sie sich eine Eintrittskarte für einen billigen Platz im berühmten Moulin Rouge. Dort lernt sie den Schauspieler Georges Barsac kennen, der ihr einen Logenplatz für die “Palace”-Revue anbietet. Darin kann in einer Szene aus dem Märchen Aschenputtel die Schauspielerin – es ist ausgerechnet die Gewinnerin des Wettbewerbs um den kleinsten Fuß – sich ihren Schuh nicht anziehen; Gabrielle dagegen, die auf die Aufforderung des Conférenciers hin die Bühne betritt, schlüpft mühelos hinein. Der Manager des Theaters engagiert sie daraufhin für die nächste “Revue des Folies” und Barsac gleich mit. Und der verliebt sich auch noch in sie …

## Hintergrund
Die Photographie lag in den Händen von Jimmy Berliet und Maurice Guillemin. Die Revueszenen im Film, die an Originalschauplätzen in aufwändigen Dekorationen entstanden, waren teilweise von Hand, teilweise mittels Schablone koloriert; das Verfahren hatte Pathé bereits vor dem Ersten Weltkriege entwickelt, es wurde jedoch noch bis in die 1920er Jahre hinein angewandt. Die Spielszenen sind schwarzweiß bzw. herkömmlich viragiert.
Die Uraufführung für Frankreich fand am 29. November 1927 in Paris statt; nach Österreich kam der Film unter dem Titel “Die Königin von Paris” 1928. In England und Amerika hieß er Parisian Pleasures. Er wurde auch in Japan gezeigt, dort zum ersten Mal am 14. Februar 1929.
In Frankreich wurde er von der Edition Star Films verliehen, in Deutschland von der Firma Cando-Film Verleih. Hier bekam er auch noch den Alternativtitel “Das Aschenbrödel von Paris”.
Regisseur Max Obal drehte für die Auswertung in Deutschland unter dem Titel “Die Frauen von Folies Bergères” zu den französischen Aufnahmen noch je ein Vor- und Nachspiel mit den deutschen Darstellern Margarete Lanner, Claire Rommer, Hilde Jennings, Carl Auer und Julius von Szöreghi; Hermann Warm schuf dazu die Dekorationen, Felix Bartsch, der Hauskapellmeister im Primus-Palast, schrieb die Kinomusik.
Der Filmprüfstelle Berlin lag der Film am 16. Dezember 1926 vor und erhielt unter der Zensur-Nr. B.14 440 Jugendverbot.
Die deutsche Fassung von La revue des revues hatte eine Länge von 6 Akten mit 1870 Metern. Sie wurde auch in Österreich gezeigt, wo sie unter dem Titel “Ein Rutscher nach Paris” ab 19. August 1927 in den Wiener Kinos zu sehen war.
Die Uraufführung für Deutschland fand am 9. Februar 1927 in Berlin im Primus-Palast als Vorführung vor Interessenten statt. Der Film muss bis auf ein Fragment, das die Deutsche Kinemathek vorhält, als verschollen gelten.

## Rezeption
Der Film bringt handcolorierte Original-Szenen aus der Revue “La Folie du Jour” (Die Verrücktheit des Tages), u. a. jene berüchtigte, in der Joséphine Baker nackt bis auf ein Bananenröckchen tanzt. Dieses “Kostüm” wurde zu ihrem Markenzeichen und Baker selbst schnell zur erfolgreichsten US-amerikanischen Unterhalterin in Frankreich. Außer ihr sind aber noch zahlreiche andere internationale Tanzakte wie die von Lila Nikolska, Stanisława Welska und Ruth Zackey, ferner die berühmten Girl-Truppen des Lawrence Tiller und der Gertrude Hoffman zu sehen.
„In La revue des revues Baker performed the famous danse sauvage as Fatou in her banana belt. This dance consisted primarily of Charleston steps, high kicks, splits, and improved shimmying with erotic stomach and hip contortions.“ (Bennetta Jules-Rosette, S. 178)
In Deutschland beantragte die Regierung von Baden ein Aufführungsverbot aufgrund der ‘entsittlichenden Wirkung’, welche die Tänze der Joséphine Baker auf die Kinozuschauer ausüben würden; der Antrag wurde jedoch abgelehnt; es wurde lediglich ein Jugendverbot verhängt.
„Die Körperlichkeit von Bakers Tanz war für die damalige Zeit ein Skandal“ […] „Und für Rassisten war das natürlich der Beweis dafür, dass die ,Neger‘ näher am Affen sind.“ (Stefan Frey).
„Vielfältige Originalaufnahmen von Tänzerinnen des Varietétheaters hat Regisseur Joë Francys in die Geschichte der Aufsteigerin Gabrielle hineinmontiert. Mitunter verliert man während des Zuschauens leicht die Orientierung und glaubt, die Shows vor den glamourösen Bühnenbildern im Jugendstil mit den leuchtend begeisterten Augen der jungen Pariserin zu sehen. Die von der Kamera gefilmten gleichförmig in die Luft schwingenden Beine der Tänzerinnen vermitteln die Revue mitunter als Teil einer Massenkultur. Dass darin das Individuum abgeschafft sei, haben schon damalige Kritiker festgestellt. Doch der Film zeigt auch andere, weitaus individuellere Tänze, in denen die einzelnen Künstlerinnen den Mittelpunkt der Show bilden. Joséphine Baker allerdings ist mit nur wenigen Auftritten im Film vertreten. Doch es ist beeindruckend, wenn die Charleston tanzende Künstlerin, deren Darbietungen als wild, parodistisch und hemmungslos gelten, in Echt (und in Farbe) zu sehen ist.“ (Constanze Geißler, AVIVA-Berlin)
„For the most part Director Joe Francys shoots the dance sequences with a static, medium-long shot (nearly always cutting off the dancers’ feet!). Occasionally there’s an overhead angle shot as well, but it’s not until the last two dance numbers where he uses close-ups and different angles, which helps cinematically, but losses the audience perspective achieved by simply anchoring the camera in the front row. During the framing story, Francys actually shoots under the high-kicking legs of the dancers as they practice. And it should be noted that there is a smattering of dressing-room nudity.“ (Kevin M. Wentink).
„The plot is strictly disposable, but for anyone interested in artifacts of the Jazz Age, La Revue des Revues is a breathtaking feast of costumes, dance numbers, and dazzling stage designs, presented in over a dozen routines as lavish as they are (in retrospect) garishly amusing. Baker is certainly the headliner here, but other performers make up a roster of Parisian stars of 1927, including Russian dancer Lila Nikolska, the Tiller's Follies girls, and the illustrious Madame Komakova. There's a bit of peek-a-boo nudity, but otherwise this is good, clean fun.“ (Jeff Shannon, 2007)
„‚La Revue des Revues‘ captures a moment of profound cultural transformation as if in amber. All of the acts in the film are fabulously costumed on spectacular sets, but the music doesn’t swing, and La Baker aside, neither do the dancers. This show does not speak to the modern viewer, nor would it speak much longer to the audience of its own time. There was a new thing coming from across the sea, a new music, a new dance, a whole new popular culture.“ (Raymond Owen, January 6, 2011)

## Restaurierung, Wiederaufführung
Eric Lange und Serge Bromberg von Lobster Films haben zehn Jahre lang die Archive auf der ganzen Welt nach Material durchkämmt, um “La Revue des Revues” wieder vollständig zusammenzubekommen. Die größte Hilfe dabei war eine Kopie aus dem Dänischen Filminstitut; weitere Beiträge leisteten die Archive von Gaumont-Pathé sowie Lenny Borger, der die Zwischentitel bearbeitete.
2005 legten sie ihre Restaurierungsarbeit vor.
„Die Königin der Revue“ wurde vom Kulturkanal ARTE am 29. Dezember 2005 um 01.10 Uhr im deutschen Fernsehen ausgestrahlt. Die neue Musikbegleitung kam von der Weltmusik-Gruppe Taranta-Babou.
Der Filmverlag der Spezialisten arbeitete mit ARTE zusammen und veröffentlichte 2006 bei absolut Medien den Film auf DVD mit wahlweisen Zwischentiteln in Englisch, Deutsch und Dänisch.
Am 2. Juli 2012 um 20 Uhr lief der Film im Rahmen der Veranstaltung Szenen einer Ausstellung – 85 Jahre Deutsche Theater-Ausstellung Magdeburg 1927, musikalisch begleitet von der Gruppe Die Augenzeugen.